# 빌헬름 셰프만

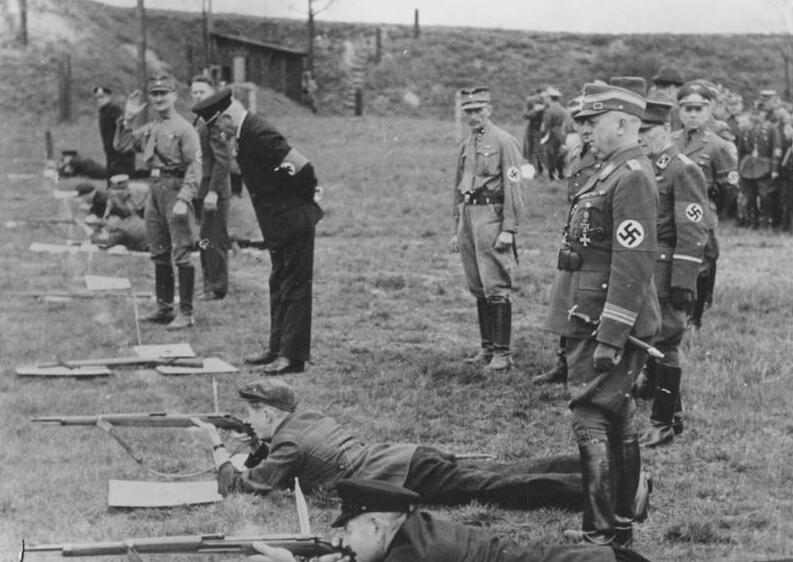
돌격대의 사격 훈련을 시찰하는 셰프만. (오른쪽 앞에 서있는 제복 차림의 사람)

빌헬름 셰프만 (Wilhelm Schepmann, 1894년 6월 17일 ~ 1970년 7월 26일) 은 나치 독일 돌격대 (SA)의 참모장이다.
셰프만은 노르트라인베스트팔렌 주의 하팅겐 (Hattingen) 출신으로, 1922년 민족사회주의 독일 노동자당 (나치당) 에 입당하였다. 빅토르 루체 (Viktor Lutze)와 함께 루르 지방의 돌격대 조직화를 맡은 후, 하팅겐의 돌격대 지도자가 되었다. 1930년 나치의 프로이센 자유주 (Freistaat Preußen) 상원 의원에 당선되었으며, 또한 1933년에는 독일 의회 (Reichstag)의 의원이 되었다. 장검의 밤 사건에서 막료장 에른스트 룀 등 돌격대 간부들이 숙청된 후, 작센 주의 돌격대 지도자가 되었다.
1943년, 에른스트 룀의 뒤를 이어 돌격대의 막료장이 된 빅토르 루체가 사고로 인해 사망하면서, 대신 돌격대의 막료장이 되었다. 돌격대의 평가와 존엄성 회복에 노력하는 한편, 친위대 (SS) 와 협력 관계를 다졌다.
전후에는 영국 정보부에게 발견돼 체포됐다가 재판에서 무죄 판결을 받았다. 1952년 서독 니더작센 주의 주 의회 선거에서 당선되어 그 후 시장을 지냈으나, 나치 경력이 문제가 되어 1961년 공직에서 물러났다. 1970년 사망하였다.

## 같이 보기
- 돌격대
- 에른스트 룀
- 빅토르 루체

| 전임 픽토어 루체 | 제3대 돌격대 참모장 1943년–1945년 | 후임 (폐지) |